# Corso Garibaldi (Racalmuto)
Il Corso Giuseppe Garibaldi, comunemente detto Corso Garibaldi, è la principale arteria stradale di Racalmuto che fa parte dell'asse est-ovest, corrispondente al percorso urbano della Strada provinciale 15.

## Descrizione
Inizia alla rotonda che lo collega alla Strada degli Scrittori, dove prosegue verso ovest ed attraversa così il cuore del centro storico cittadino.

### Viale Hamilton
Giungendo all'incontro con la via Filippo Villa, a partire dal campo sportivo e diretto verso il vicino paese di Grotte, il Corso assume la denominazione di Viale Hamilton. Tale toponimo è stato attribuito il 25 settembre 1994, giorno successivo all'istituzione della Fondazione Leonardo Sciascia, in onore dell'omonima cittadina canadese gemellata con Racalmuto dal 1986. L'evento ha visto la presenza del sindaco della cittadina Salvatore Petrotto e del suo omologo canadese Robert Morrow: un "Corso Racalmuto", infatti, era già stato istituito ad Hamilton il 20 giugno 1993 in una parte di Murray Street. 
Lungo il suo percorso attraversa la centralissima Piazza Crispi, la principale del paese, e Piazza Castello, denominata in tal modo per la presenza del Castello dei Chiaramonte. 
La via è stata intitolata al generale Giuseppe Garibaldi dopo l'Unità d'Italia. 
Sul corso si affacciano alcuni importanti edifici, come Palazzo Matrona, il Circolo Unione e la Chiesa Madre dedicata a Maria Assunta. 
Il marciapiede sotto il Circolo, infatti, ospita la statua in bronzo dello scrittore Leonardo Sciascia, realizzata nel 1997 dallo scultore racalmutese Giuseppe Agnello. 
Inoltre, il corso riveste un'importanza centrale durante la tradizionale festa del Monte, in occasione della quale viene adornato riccamente con luminarie ed addobbi. 

## Galleria d'immagini

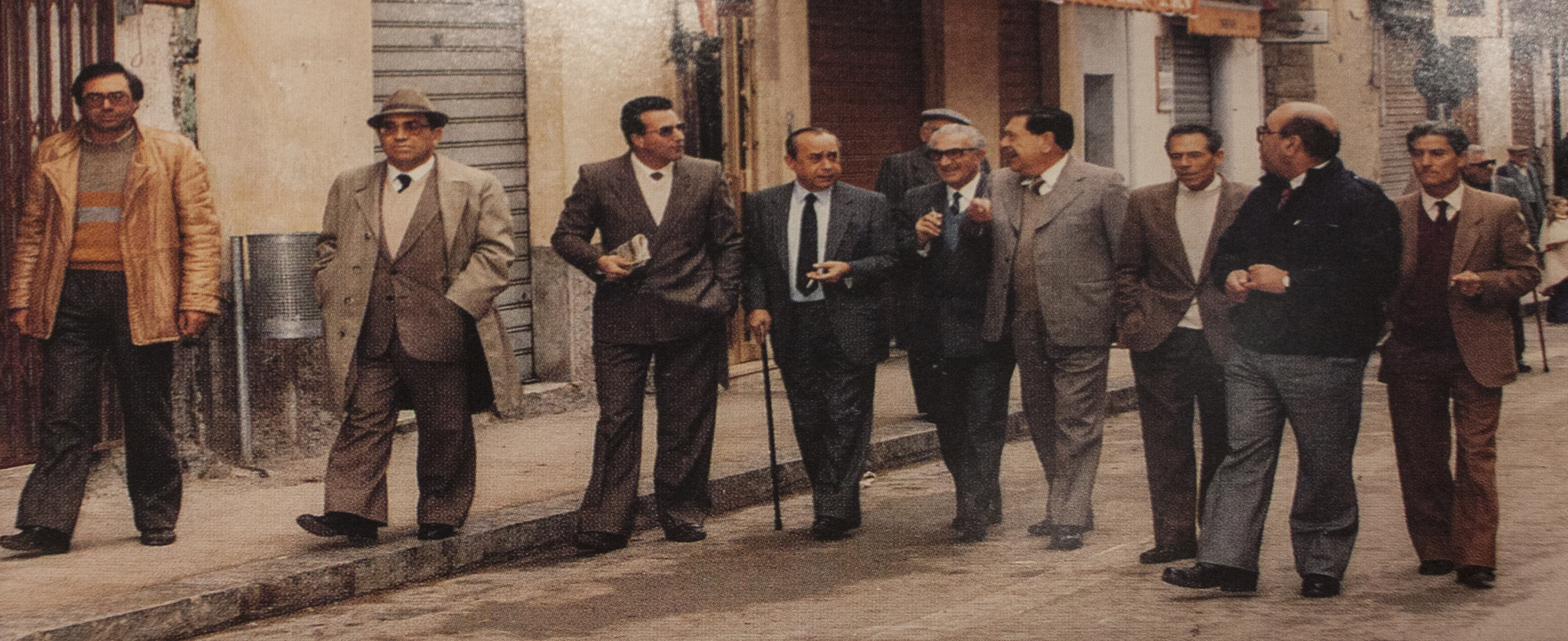
Leonardo Sciascia a passeggio sul Corso con alcuni amici
Il Corso Garibaldi nell'Ottocento
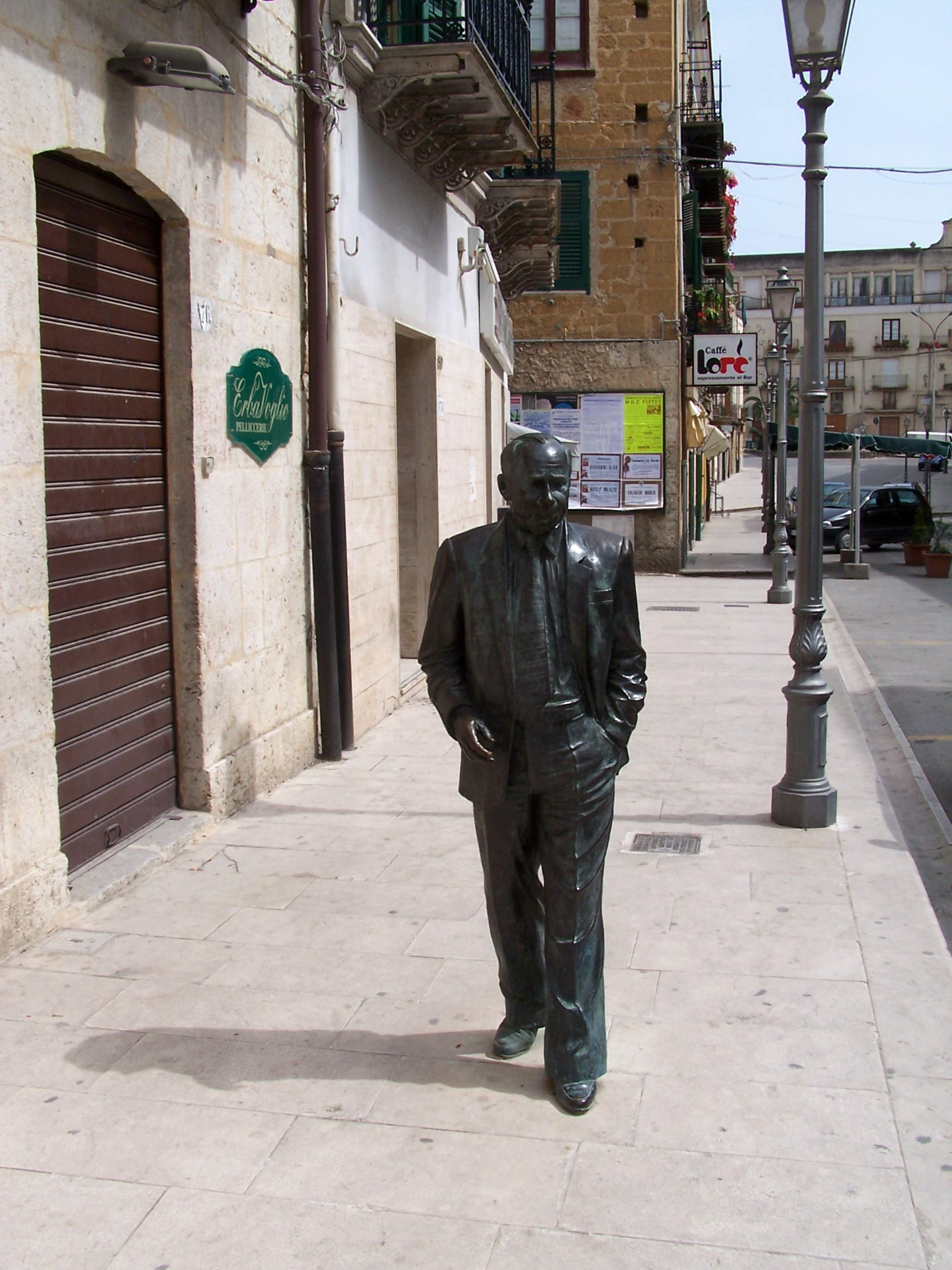
La statua di Leonardo Sciascia a Racalmuto
Facciata principale del Circolo Unione
Banda musicale sul Corso Garibaldi alla fine degli anni '70. Si può notare il Palazzo Matrona alla sinistra, il Duomo al centro ed il Circolo Unione a destra.